# Macratria hungarica
Macratria hungarica là một loài bọ cánh cứng trong họ Anthicidae. Loài này được Hampe miêu tả khoa học năm 1873.